# Hans Heinrich XI av Hochberg
Hans Heinrich XI av Hochberg, född 10 september 1833 i Berlin i Preussen, död 14 augusti 1907 på slottet Albrechtsberg i Dresden i Sachsen. Han var ev tysk greve av Hochberg, furste över Pless och militär i Preussens armé. 
Hans Heinrich XI av Hochburg var son till greven Hans Heinrich X von Hochberg, som var den andre fursten av Furstendömet Pless. Han utnämndes 1905 av
kejsaren Vilhelm II till hertig över Pless, en icke ärftlig titel. 
Hans Heinrich av Hochburg gick på Landesschule Pforta och inskrevs 1850 i Gardeskårregimentet i Preussens armé. Han befordrades till fänrik 1862. Han övertog efter faderns död 1855, förvaltningen av familjens egendomar och familjens kolgruvföretag i bland annat Waldenburger Bergbaurevier. 
Han utsågs till hovjägmästare under kejsarna Vilhelm I och Wilhelm II. Från 1863 var han medlem av Preussens Herrenhaus. Från 1890 var han medlem i Preussens statsråd.
Hans Heinrich XI av Hochburg inrättade 1865 ett viltreservat utanför dåvarande Pless, nuvarande Pszczyna, med en gåva från den ryske tsaren av en visenttjur och tre kor från Białowieżaskogen av tsar Alexander II i dåvarande Ryska imperiet. Några decenniers avel gav upphov till avelslinjen Plesslinjen, vilken haft stor betydelse för upp återinförande av visenter i Polen.